# Эмоциональная депривация у детей и подростков
Эмоциона́льная деприва́ция у дете́й и подро́стков — явление недостатка, отсутствия эмоциональных контактов с людьми, лишение ребенка (подростка) возможности установить эмоциональный контакт с человеком, потенциальным значимым другим.

## Предпосылки
Серьезным этапом формирования личности оказывается промежуток раннего детства ребенка, а также подростковый возраст. Если в эти периоды ребенок растится людьми, не проявляющими в полной мере чувств и эмоций, то появляются предпосылки для возникновения депривационных нарушений. Эмоциональная депривация развивается в тех случаях, когда ребенку не демонстрируют свою любовь и понимание. Здоровые семейные отношения, эмоциональный контакт между родителями и ребенком являются основой для развития позитивного отношения к окружающему миру, социуму и обстоятельствам.
Эмоциональная депривация также формируется у тех детей, которые воспитываются в среде, эмоционально беспрестанно изменяющейся. Это вызывает социальную гиперактивность и трудность в создании устойчивых межличностных отношений.

## Развитие при эмоциональной депривации
Эмоциональная депривация у детей и подростков может иметь физиологические и психические проявления. 

#### Физиологические проявления
- Задержки роста;
- Ослабление иммунной системы;
- Неустойчивость вегетативной регуляции.

#### Психические проявления
- Задержки умственного развития;
- Сниженное выражение эмоций;
- Преобладание отрицательных эмоций (гнев, страх);
- Гиперактивность;
- Трудность в создании устойчивых межличностных отношений;
- Формирование разного рода комплексов, установок.

Эмоциональная депривация может привести к задержке роста младенцев и детей. Для младенцев основной метаболической проблемой является недостаточное потребление энергии для роста. Другие нарушения поведения включают плохой сон, ночные блуждания и агнозию боли. Патофизиология представляет собой обратимый гипопитуитаризм — то есть снижение секреции одного или нескольких гормонов, выделяемых гипофизом, — для гормона роста и гипоталамо-гипофизарно-надпочечниковой оси. 
У эмоционально депривированных младенцев и подростков отмечались одиночество и анаклитическая депрессия: болезнь эмоционального дефицита, которая включала замкнутость, апатию, потерю веса, нарушение сна и снижение коэффициента развития. Наблюдения Алана Д. Рогола в приюте для подкидышей показали, что очень немногие дети имели нормальный рост или вес и что уровень смертности был намного выше среднего, несмотря на чистоту и достаточное питание. Напротив, наблюдения Рене А. Шпица в тюремной больнице, где матери кормили своих младенцев и взаимодействовали с ними, и там, где были доступны игрушки, перцептивные стимулы и возможности для движения, младенцы чувствовали себя хорошо, а уровень смертности был значительно ниже.